# Eurypylos (Sohn des Poseidon)
Eurypylos (altgriechisch Εὐρύπυλος Eurýpylos) ist in der griechischen Mythologie ein König der Meroper auf der Insel Kos.
Eurypylos war ein Sohn von Poseidon und Astypalaia. Als Herakles auf der Rückfahrt von Troja zur Nachtzeit auf Anstiften der Hera durch einen Sturm an die Küste von Kos verschlagen wurde, hielten ihn die Inselbewohner für den Führer einer Seeräuberflotte und suchten ihn gewaltsam am Betreten ihres Eilandes zu hindern. Daraufhin verwüstete der Held die Insel und erschlug Eurypylos mitsamt seinen Söhnen. Er nahm Eurypylos’ Tochter Chalkiope mit sich und wurde von ihr der Vater des Thessalos.
Ein Homer-Scholiast und der byzantinische Gelehrte Eustathios von Thessalonike machten Eurypylos zu einem Sohn des Herakles und der Chalkiope. Laut einem Theokrit-Scholiasten glaubten die koischen Adligen, dass sie von Chalkon (bzw. Chalkodon) und Antagoras, zwei Söhnen des Eurypylos und der Merops-Tochter Klytia, abstammten. Nach derselben Quelle sollen Eurypylos und Klytia die auf der Suche nach ihrer Tochter Persephone befindliche Göttin Demeter auf Kos gastlich empfangen haben.